# إيميريك أمير بلجيكا
إيميريك أمير بلجيكا (13 ديسمبر 2005) هو ثالث أبناء لوران أمير بلجيكا وزوجته كلير أميرة بلجيكا.